# Dem Franchize Boyz (album)
Dem Franchize Boyz – debiutancki album amerykańskiego zespołu hip-hopowego Dem Franchize Boyz. Album sprzedał się w ilości 100.000 egzemplarzy.

## Lista utworów
| Tytuł                                               | Producent                     |
| --------------------------------------------------- | ----------------------------- |
| 1. "Where I'm From"                                 | P-No The Matrikks Productions |
| 2. "Fight"                                          | P-No The Matrikks Productions |
| 3. "White Tee"                                      | Pimpin                        |
| 4. "When Can We Date"                               | P-No The Matrikks Productions |
| 5. "Dat's da Way Dey Roll"                          | P-No The Matrikks Productions |
| 6. "Do Ya Dance Girl"                               | Hard Knard                    |
| 7. "Bitch Nigga"                                    | P-No The Matrikks Productions |
| 8. "Play No Games"                                  | P-No The Matrikks Productions |
| 9. "Slap Ya Witta Bank"                             | Hard Knard                    |
| 10. "Oh, I Think They Like Me"                      | Pimpin                        |
| 11. "Hit da Dirt" (featuring Meat)                  | Parlae                        |
| 12. "45z, Choppas & 9's'" (featuring Peanut & Meat) | Pimpin                        |